# Ahornbüchsenkopf
L’Ahornbüchsenkopf est une montagne culminant à 1 604 mètres d'altitude dans le massif des Alpes de Berchtesgaden, dans le chaînon du Göllstock, à la frontière entre l'Allemagne et l'Autriche.

## Géographie
Du côté allemand s'étendent deux cols, les Untere et Obere Ahornalm, en lien avec le refuge de montagne Ahornkaser. Entre l'Ahornbüchsenkopf et le Hoher Göll, à 2,8 km au nord-nord-est, se trouve la Purtschellerhaus, sur l'Eckerfirst, un contrefort au nord.
Dans le côté allemand de la région de l'Ahornbüchsenkopf passe la Roßfeldhöhenringstraße ou Bundesstraße 999 qui passe aussi parfois sur le territoire autrichien à 1 560 mètres d'altitude.
Sur le versant ouest de l'Ahornbüchsenkopf proviennent les sources sur le territoire allemand du Larosbach, un affluent méridional du Lettengraben situé dans le bassin oriental de la Berchtesgadener Ache. À l'est coule le ruisseau printanier du Sulzgraben, qui représente un affluent occidental de la Salzach.
Depuis l'Ahornbüchsenkopf ou la Roßfeldhöhenringstraße, on a une vue sur le Hochkalter, l'Untersberg et les vallées de Berchtesgaden et la Salzach. En cas d'une météo donnant une bonne visibilité, le Hoher Dachstein est visible à l'est.